# Mérida (staat)
Mérida is een van de 23 deelstaten in Venezuela. Het heeft een oppervlakte van 11.300 km² en kent 828.592 inwoners (2011). De hoofdplaats van de deelstaat is de gelijknamige stad Mérida.

## Gemeenten
De deelstaat Mérida is verdeeld over 23 gemeenten:
| Nr. | Gemeente                | Inwoners | Hoofdplaats             | Inwoners |
| --- | ----------------------- | -------- | ----------------------- | -------- |
| 1   | Alberto Adriani         | 162.637  | El Vigía                | 162.289  |
| 2   | Andrés Bello            | 16.000   | La Azulita              | 15.987   |
| 3   | Antonio Pinto Salinas   | 27.774   | Santa Cruz de Mora      | 24.330   |
| 4   | Aricagua                | 4.551    | Aricagua                | -        |
| 5   | Arzobispo Chacón        | 15.884   | Canagua                 | -        |
| 6   | Campo Elías             | 114.825  | Ejido                   | 99.837   |
| 7   | Caracciolo Parra Olmedo | 32.678   | Tucani                  | -        |
| 8   | Cardenal Quintero       | 10.941   | Santo Domingo           | 5.984    |
| 9   | Guaraque                | 11.145   | Guaraque                | 4.513    |
| 10  | Julio César Salas       | 17.937   | Arapuey                 | -        |
| 11  | Justo Briceño           | 7.538    | Torondoy                | 5.871    |
| 12  | Libertador              | 250.303  | Mérida                  | 248.192  |
| 13  | Miranda                 | 25.035   | Timotes                 | 18.179   |
| 14  | Obispo Ramos de Lora    | 28.170   | Santa Elena de Arenales | 20.774   |
| 15  | Padre Noguera           | 3.457    | Santa María de Caparo   | -        |
| 16  | Pueblo Llano            | 13.507   | Pueblo Llano            | 13.507   |
| 17  | Rangel                  | 19.634   | Mucuchíes               | 8.790    |
| 18  | Rivas Dávila            | 21.045   | Bailadores              | -        |
| 19  | Santos Marquina         | 19.547   | Tabay                   | 18.037   |
| 20  | Sucre                   | 70.018   | Lagunillas              | 70.018   |
| 21  | Tovar                   | 104.000  | Tovar                   | 104.000  |
| 22  | Tulio Febres Cordero    | 41.185   | Nueva Bolivia           | 21.844   |
| 23  | Zea                     | 13.000   | Zea                     | 13.000   |

| Detailkaart                                                                                                   |
| --- |
| Barinas Táchira Trujillo Zulia Meer van Maracaibo 1 2 3 4 5 6 7 8 9 10 11 12 13 14 15 16 17 18 19 20 21 22 23 |
| Gemeenten |